# Karl Paul Ernst von Bentheim-Steinfurt

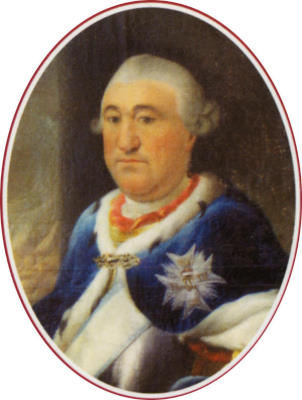
Zeitgenössisches Porträt

Karl Paul Ernst von Bentheim-Steinfurt (* 30. August 1729 in Burgsteinfurt; † 30. Juni 1780) war Graf von Steinfurt und Begründer der hohen Musikkultur in Burgsteinfurt. Er legte den Grundstock der heutigen Fürst zu Bentheimschen Musikaliensammlung Burgsteinfurt an. Auch das Steinfurter Bagno und die Konzerthalle gehen auf ihn zurück.

## Leben
Er war der Sohn des regierenden Grafen Friedrich und seiner Gemahlin Franziska Charlotte, geb. Gräfin zur Lippe. Der Vater verstarb früh und Karl Paul Ernst wurde bereits 1733 Familienoberhaupt des Hauses Bentheim-Steinfurt, musste sich die Herrschaft der Gebiete Steinfurt und Alpen zunächst jedoch mit seinem Großonkel Statius Philipp von Bentheim-Bentheim (1668–1749) teilen.
Er genoss unter der vormundschaftlichen Regierung des Großonkels eine ausgezeichnete Erziehung. In Begleitung seines 1743 bestellten Hofmeisters Johann Christoph Buch unternahm der Adelige längere Reisen zur Vervollkommnung seiner Sprachkenntnisse. 1748 heiratete er Charlotte Sophie von Nassau-Siegen, Nach dem Tode des Onkels Statius Philipp 1749 gelangte der Graf 1750 an die Regierung und lebte zeitweise auch in Paris, wo er mit Voltaire bekannt wurde.
Karl Paul Ernst von Bentheim-Steinfurt besaß ein starkes historisches Interesse und sammelte wertvolle Bücher, Inkunabeln, Handschriften, Bilder, Münzen und naturkundliche Raritäten.
Er ist der Begründer der Fürst zu Bentheimschen Musikaliensammlung Burgsteinfurt.
Ab 1765 ließ er die bedeutende Parkanlage Steinfurter Bagno anlegen. Es wird berichtet, dass ihm das Wohlergehen seiner Untertanen am Herzen gelegen habe und er bei diesen daher geachtet und beliebt gewesen sei.
Seit 1770 gehörte der Graf der Kurpfälzischen Akademie der Wissenschaften in Mannheim an.

## Familie
Bentheim heiratete in Siegen am 30. September 1748 die Prinzessin Charlotte Sophie von Nassau-Siegen (* 6. Juni 1729; † 2. April 1759). Das Paar hatte mehrere Kinder:
- Karl (* 13. Februar 1753; † 5. September 1772)
- Ludwig Wilhelm Geldricus Ernst (* 1. Oktober 1756; † 20. August 1817), ab 1817 Fürst zu Bentheim und Steinfurt ⚭ 1776 Prinzessin Juliane Wilhelmine von Schleswig-Holstein-Sonderburg-Glücksburg (* 30. Juli 1754; † 13. September 1823)
- Anna Polyxena Sidonia (* 13. September 1749; † 12. März 1799)
- Sophie Ernestine Friederike Wilhelmine (1751–1752)
- Eleonore (* 26. April 1754; † 18. Februar 1827) ⚭ Graf Ernst Kasimir II. zu Isenburg und Büdingen (* 25. Februar 1757; † 25. Februar 1801)
- Auguste Luise Klementine Hedwig (* 23. September 1755; † 15. November 1798)

⚭ 1775 Graf Ferdinand Kasimir zu Isenburg-Büdingen in Wächtersbach (* 17. November 1752; † 1. Dezember 1780)
⚭ 1784 Graf Wilhelm Reinhard zu Isenburg-Büdingen in Wächtersbach (* 5. Mai 1719; † 5. August 1785)
- Karoline Ferdinandine Maria Elisabeth Magdalena (* 25. Januar 1759; † 8. Januar 1834), Schriftstellerin